# Júlio Arcoverde
Júlio Ferraz Arcoverde, mais conhecido como Júlio Arcoverde, (Teresina, PI, 14 de fevereiro de 1966) é um advogado, empresário e político brasileiro que exerce o mandato de deputado federal pelo Piauí.

## Dados biográficos
Filho de Dirceu Mendes Arcoverde e Maria José Ferraz Arcoverde. Advogado formado pela Universidade Gama Filho, atua ainda como empresário no Piauí. Sua vida pública começou como diretor-geral do Departamento Estadual de Trânsito do Piauí (DETRAN) no segundo governo Hugo Napoleão. Aliado ao PT a partir do segundo governo Wellington Dias, foi diretor da Coordenadoria das Parcerias Público-Privadas da Secretaria Estadual de Planejamento e no segundo governo Wilson Martins tornou-se presidente da empresa de Águas e Esgotos do Piauí. No primeiro governo da presidente Dilma Rousseff ocupou a direção do Departamento Nacional de Trânsito.
Eleito deputado estadual pelo PP e depois via Progressistas em 2014 e 2018, foi alçado à presidência do diretório estadual da legenda no Piauí. Por força de um acordo político, assumiu o cargo de secretário municipal de Esportes e Lazer em 2019, na quarta administração de Firmino Filho como prefeito de Teresina. Em 2022 foi eleito como deputado federal pelo Piauí, com 117.669 votos.

## Antecedentes familiares
Seu pai foi escolhido governador do Piauí em 1974 pelo presidente Ernesto Geisel e eleito senador pelo referido estado em 1978 enquanto seu tio, Wall Ferraz, foi prefeito de Teresina por três vezes sendo eleito também deputado federal pelo Piauí em 1982.
Faz parte da tradicional família Coelho Rodrigues de Paulistana, estado do Piauí, com raízes genealógicas na Freguesia de Paço de Sousa, no Distrito do Porto, em Portugal, visto que é pentaneto paterno de Manoel Rodrigues Coelho e de Joaquim de Sousa Martins, sendo, portanto, hexaneto do casal Domiciana Vieira de Carvalho e Valério Coelho Rodrigues.
Seu hexavô, Valério Coelho Rodrigues, nasceu em Portugal e morou a maior parte de sua vida na Fazenda do Paulista, atualmente município de Paulistana, Piauí. Ele firmou importantes raízes históricas e sociais na Região do Nordeste e gerou uma vasta família com descendência que se projeta na política nacional do Brasil até os dias de hoje.